# Mistrzostwa Świata w Pływaniu na krótkim basenie 2016 – 400 m stylem zmiennym kobiet
400 m stylem zmiennym kobiet – jedna z konkurencji, które odbyły się podczas Mistrzostw Świata w Pływaniu na krótkim basenie 2016. Eliminacje i finał miały miejsce 6 grudnia.
Mistrzynią świata została reprezentantka Węgier Katinka Hosszú uzyskawszy czas 4:21,67. Srebrny medal, z czasem 4:27,74 zdobyła Amerykanka Ella Eastin. Brąz, ze stratą 0,04 s do Eastin, wywalczyła Madisyn Cox ze Stanów Zjednoczonych. Początkowo drugie miejsce zajęła Wietnamka Nguyễn Thị Ánh Viên, ale została zdyskwalifikowana za niedotknięcie ściany basenu podczas wykonywania jednego z nawrotów.

## Rekordy
Przed zawodami rekordy świata i mistrzostw wyglądały następująco:
| Rekord                   | Zawodniczka     | Czas    | Miejsce | Data           |
| ------------------------ | --------------- | ------- | ------- | -------------- |
| Rekord świata            | Katinka Hosszú  | 4:19,46 | Netanja | 2 grudnia 2015 |
| Rekord mistrzostw świata | Mireia Belmonte | 4:19,86 | Doha    | 3 grudnia 2014 |

## Wyniki

### Eliminacje
Eliminacje rozpoczęły się o 11:49 czasu lokalnego.
| Miejsce | Wyścig | Tor | Zawodniczka             | Państwo           | Czas    | Uwagi |
| ------- | ------ | --- | ----------------------- | ----------------- | ------- | ----- |
| 1.      | 3      | 4   | Katinka Hosszú          | Węgry             | 4:25,03 | Q     |
| 2.      | 2      | 2   | Ella Eastin             | Stany Zjednoczone | 4:29,64 | Q     |
| 3.      | 3      | 2   | Mireia Belmonte         | Hiszpania         | 4:31,14 | Q     |
| 4.      | 2      | 4   | Hannah Miley            | Wielka Brytania   | 4:31,48 | Q     |
| 5.      | 3      | 3   | Barbora Závadová        | Czechy            | 4:32,06 | Q     |
| 6.      | 1      | 6   | Nguyễn Thị Ánh Viên     | Wietnam           | 4:32,19 | Q,    |
| 7.      | 3      | 5   | Yui Ohashi              | Japonia           | 4:32,20 | Q     |
| 8.      | 3      | 6   | Madisyn Cox             | Stany Zjednoczone | 4:34,50 | Q     |
| 9.      | 2      | 3   | Abbie Wood              | Wielka Brytania   | 4:34,78 |       |
| 10.     | 2      | 7   | Sarah Darcel            | Kanada            | 4:35,66 |       |
| 11.     | 2      | 6   | Wakaba Tsuyuuchi        | Japonia           | 4:37,66 |       |
| 12.     | 3      | 7   | Fantine Lesaffre        | Francja           | 4:38,18 |       |
| 13.     | 2      | 5   | Li Bingjie              | Chiny             | 4:40,03 |       |
| 14.     | 2      | 0   | Maxine Wolters          | Niemcy            | 4:40,77 |       |
| 15.     | 3      | 1   | Victoria Kaminskaya     | Portugalia        | 4:42,62 |       |
| 16.     | 3      | 0   | Martina van Berkel      | Szwajcaria        | 4:43,43 |       |
| 17.     | 1      | 3   | Ajna Késely             | Węgry             | 4:44,40 |       |
| 18.     | 3      | 8   | Florencia Perotti       | Argentyna         | 4:45,61 |       |
| 19.     | 2      | 8   | Phiangkhwan Pawapotako  | Tajlandia         | 4:45,71 | NR    |
| 20.     | 2      | 1   | Kristýna Horská         | Czechy            | 4:47,22 |       |
| 21.     | 2      | 9   | Hamida Rania Nefsi      | Algieria          | 4:49,68 |       |
| 22.     | 3      | 9   | Souad Nefissa Cherouati | Algieria          | 4:57,37 |       |
| 23.     | 1      | 4   | Alania Suttie           | Samoa             | 5:09,44 | NR    |
| 24.     | 1      | 5   | Cecilia Medina          | Honduras          | 5:38,87 |       |

### Finał
Finał odbył się o godz. 19:18 czasu lokalnego.
| Miejsce | Tor | Zawodniczka         | Państwo           | Czas      | Uwagi |
| ------- | --- | ------------------- | ----------------- | --------- | ----- |
| 1. !    | 4   | Katinka Hosszú      | Węgry             | 4:21,67   |       |
| 2. !    | 5   | Ella Eastin         | Stany Zjednoczone | 4:27,74   |       |
| 3. !    | 8   | Madisyn Cox         | Stany Zjednoczone | 4:27,78   |       |
| 4.      | 6   | Hannah Miley        | Wielka Brytania   | 4:27,86   |       |
| 5.      | 3   | Mireia Belmonte     | Hiszpania         | 4:32,98   |       |
| 6.      | 1   | Yui Ohashi          | Japonia           | 4:33,07   |       |
| 7.      | 2   | Barbora Závadová    | Czechy            | 4:37,79   |       |
| 8. !    | 7   | Nguyễn Thị Ánh Viên | Wietnam           | 9:99,99 ! | DSQ   |